# Washington Township (comté de Harrison, Missouri)
Pour les articles homonymes, voir Washington Township.
Washington Township est un township du comté de Harrison dans le Missouri, aux États-Unis,.